# André de Toulongeon
 (mars 2012).
 (mars 2012).
Si vous disposez d'ouvrages ou d'articles de référence ou si vous connaissez des sites web de qualité traitant du thème abordé ici, merci de compléter l'article en donnant les références utiles à sa vérifiabilité et en les liant à la section « Notes et références ».
André de Toulongeon (1390[réf. nécessaire] – 1432, Terre sainte), est un aristocrate et officier de Bourgogne, Grand écuyer de France en 1419.

## Sa famille
André de Toulongeon est le fils de Tristan de Toulongeon (1350-1399), baron de Sennecey et seigneur de Traves, conseiller du Grand conseil et de Jeanne de Cotebrune.
Il a pour frère aîné Jean II de Toulongeon (1381-1427), baron de Sennecey etc., chambellan, gouverneur de Troyes (1417-1418), maréchal de Bourgogne. Un autre frère est Antoine de Toulongeon (1385-1432), seigneur de Traves, chevalier, conseiller, chambellan et gouverneur de Troyes (après 1418), maréchal de Bourgogne (après 1427).

## Biographie
André de Toulongeon est d'abord écuyer d'écurie ordinaire, échanson du duc de Bourgogne, puis premier écuyer du corps. En 1428, il épouse Corneille, une fille illégitime du duc de Bourgogne, Philippe le Bon.
Grand écuyer de France en 1418, il est seigneur de Mornay, conseiller et chambellan du duc-comte de Bourgogne et son gruyer.
Il se remarie, en 1430, avec Jacqueline de La Trémoille-Dours (cousine germaine de Georges Ier de La Trémoille), qui veuve épousera Jean, bâtard de Luxembourg.
En 1429, il reçoit la terre de Saint-Aubin du duc. La seigneurie de Saint-Aubin s’étend alors sur les deux rives de la Loire, si bien que des terres dépendent de la paroisse et seigneurie de Saint-Aubin et ce malgré leur situation dans le Bourbonnais.
André de Toulongeon est lui aussi chevalier de l'ordre de la Toison d'or. Il meurt lors d'un pèlerinage en Terre sainte, en 1432, sans avoir été reçu dans l'ordre. Il est aussi ambassadeur de Philippe le Bon au Portugal. Il y conclut le mariage de son suzerain avec la princesse Isabelle de Portugal (1397-1471).